# 作劇塾
中山市朗作劇塾（なかやまいちろうさくげきじゅく）は、作家・中山市朗が設立した漫画家・作家等のクリエーター志望の若者を育成する私塾。塾頭は中山市朗。

## 概要
現場実践を教育理念とし、中山本人の経験やプロに対する考え方が大きく反映されている。
漫画家・作家を目指す塾生のほか、脚本家や映像作家を目指す者も在籍しており、作劇塾が主催となって各種イベントを催したりと、大阪を拠点に活動中である。
塾長中山市朗のライフワークでもある怪談を教える学校というイメージがあるが、これは間違った見解であり、従来の専門学校と同じような、一般のマンガ家、小説家の育成機関である。
プロの仕事をカリキュラムに取り入れる実践教育がウリのひとつであり、マンガ家、小説家に限らず、ライターやイラストレーターなど、作劇塾からのデビュー者は幅広い。